# پیکاره (استان اشوی‌داشکسیه)
پیکاره (به لهستانی: Piekary) یک منطقهٔ مسکونی در لهستان است که در گمینا اوبرازوو واقع شده‌است. پیکاره ۲۰۶ نفر جمعیت دارد.